# Era (Myst)
Nei giochi della serie di Myst, Era (sehv in D'ni) è il nome che gli D'ni usano per indicare un universo o una realtà alternativi.

## Definizione di "Era"
Secondo la cosmologia D'ni, il Creatore Yahvo creò il Terokh Jeruth, il Grande Albero delle Possibilità, che possiede un numero infinito di foglie, e ognuna di esse è un'Era. Secondo questa concezione ogni Universo è perciò una singola foglia, che appartiene ad un ramo, il quale appartiene ad un altro ramo e così via, e in ultimo tutti appartengono al Grande Albero. La teoria è essenzialmente un esempio di quello che oggi si chiamerebbe multiverso.
I capostipiti degli D'ni, i Ronay di Garternay, svilupparono quella che essi chiamarono L'Arte (Gestoy): essa permetteva loro di scrivere Libri di collegamento capaci di creare un legame tra le Ere, permettendo il viaggio verso l'Era descritta nel libro.
La scelta della parola Era (nella versione originale inglese di Myst, Age) può apparire fuorviante: le differenti Ere non sono infatti epoche diverse, ma vere e proprie realtà parallele. Una possibilità è che gli D'ni si riferissero all'infinità dello spazio e del tempo del multiverso del Grande Albero; oppure, meno probabilmente, che descrivano gli stadi futuri o passati della storia dell'Universo.
Attraverso i vari giochi si vede come la maggior parte delle Ere fosse scritta a partire da un tema centrale. Questi temi variano dal piccolo scoglio nell'oceano dell'Era della Nave di Pietra alle giungle di Rifugio, anche se spesso la maggior parte di un'Era rimane sconosciuta e non visitata.
Questi temi centrali secondo Atrus forniscono stabilità alle Ere, per questo nelle sue Ere, e in Reeleshan in particolare, Atrus scrive nei suoi diari di come cerchi di bilanciare attentamente vari temi per rendere feconda l'Era e facilitare lo sviluppo della civiltà.
Sebbene le Ere vengano spesso descritte o battezzate a seconda delle caratteristiche della zona o isola normalmente abitata, l'Era vera e propria non termina qui.
Il fatto che molte Ere, specialmente quelle scritte da poche persone, siano molte volte delle isole è dovuto al fatto che tali spazi sono più semplici da descrivere e da "creare".
Se alcune Ere famose come D'ni, Terahnee o Releeshan costituiscono delle eccezioni è perché i loro abilissimi creatori, come Ri'neref o Atrus vi hanno trascorso sopra svariati anni di lavoro.

## I Libri Descrittivi e i Libri di Collegamento
In Riven, leggendo i vari diari trovati durante il gioco si conoscono molti altri particolari sulle Ere e le loro origini e caratteristiche.Innanzitutto bisogna fare una distinzione tra i libri descrittivi e i libri di collegamento, anche se poi si riveleranno essere due oggetti complementari tra loro.Bisogna partire dal presupposto che,al contrario di quello che asserisce Gehn in Riven, le Ere non sono create dai D'ni,ma sono mondi che esistono già. Il primo libro, quello descrittivo, appunto "descrive" (e conduce a) una nuova Era e viene scritto in un unico esemplare (la scrittura di un'Era può avere successo solo se si tengono a bada diversi fattori che di per sé hanno origine da una sorta di caos cosmico derivato dalla presenza di un'infinità di universi diversi tra loro),del tutto inesplorata, mentre il libro di collegamento permette di raggiungere un'era già scoperta e "modificata",e ne può essere scritto in più copie:in altre parole non ci può collegare ad un mondo totalmente nuovo ma solo a mondi già visitati. Il libro descrittivo è l'unico che permette di apportare delle modifiche all'Era scoperta, tenendo però ben a mente le regole dell'Arte, che puntano sui sistemi bilanciati,in quanto modificare senza criterio il mondo scoperto porterebbe di conseguenza a scoprirne un altro del tutto diverso,non permettendo più la modifica e il collegamento al mondo precedentemente scoperto. Di conseguenza i libri di collegamento seguono la stessa sorte.Distruggere un libro descrittivo non distrugge l'Era (che esisteva prima della creazione del libro) ma semplicemente toglie ogni possibilità di raggiungerla.Quando si scrive un libro descrittivo si entra "in contatto" con uno degli innumerevoli universi del cosiddetto multiverso,attraverso le caratteristiche che lo scrittore inserisce nel libro,(si presuppone che gli sviluppatori del gioco abbiano ripreso alcune teorie sui mondi paralleli dalla meccanica quantistica)che, essendo le realtà quantiche praticamente infinite e tutte possibili, trovano un riscontro in una realtà casuale, che combacia in tutto e per tutto in quello scritto nel libro. Inoltre se lo scrittore non è abile nell'usare l'Arte e crea delle contraddizioni all'interno dell'Era, questa diverrà instabile e collasserà su se stessa.

## Lista
Quella che segue è una lista delle Ere menzionate o visitabili nella Saga di Myst.

Tra parentesi l'opera in cui appaiono:
- A: Myst: the Book of Atrus (non tradotto in italiano)
- C: sito web di Cyan (in lingua inglese)
- D: Myst: the Book of D'ni (non tradotto in italiano)
- I: Myst
- II: Riven: Il seguito di Myst
- III: Myst III: Exile
- IV: Myst IV: Revelation
- R: Sito del D'ni Restoration Council (in lingua inglese)
- T: Myst: the Book of Ti'ana (non tradotto in italiano)
- U: Uru: Ages Beyond Myst
- V: Myst V: End of Ages

### Elenco delle Ere in ordine alfabetico
- Ader Jamat (T)
- Ahnonay (U)
- Amateria (III)
- Ancam (C)
- Aridanu (D)
- Arimarl (C)
- Aspermere (C)
- Aurak (D)
- Averone (D)
- Bilaris (D)
- Channelwood (I)
- Chroma'agana (D)
- Dahtamnay (R)
- Dereno (R)
- Direbo (V)
- D'ni (I,II,III,IV,U,V,A,T)
- Edanna (III)
- Ederat (T)
- Eder Gira (U)
- Eder Kemo (U)
- Er'cana (U)
- Er'duna (A)
- Er'jera (A)
- Everdunes (C)
- Gadar (T)
- Gahreseen (U)
- Gemedet (A)
- Gravitation (C)
- Hereas (R)
- Herelding (C)
- Inception (A)
- J'nanin (III)
- Kadish Tolesa (U)
- Kahlo (R)
- Kalamee (R)
- Ko'ah (A)
- Laki'ahn (V)
- Meanas (R)
- Mechnical (C)
- Meccanica (I)
- Myst (I,U,V,A)
- Narayan (III)
- Nave di Pietra (I)
- Nidur Gemat (T)
- Noloben (V)
- Oasis (C)
- Osmoian (C)
- Pento (R)
- Pinnacolo (IV)
- Pirahnay (R)
- Rebek (R)
- Releeshan (V)
- Relto (U)
- Rifugio (IV)
- Rime (I)
- Riven (o 5ª Era di Gehn) (II,A)
- Sedona (D)
- Selenitica (I)
- Serenia (IV)
- Serenol (C)
- Shimar (C)
- Shimas (R)
- Tahgira (V)
- Tay (II)
- Teledahn (U)
- Terahnee (D)
- Te'negaminiris (T)
- Terrel (C)
- Todelmer (V)
- Torus (A)
- Venalem (R)
- Voltaic (III)
- Whiterock (C)
- Yakul (T)
- Yasefe (U)
- 37a Era di Gehn (A)
- 233a Era di Gehn (II)
- 234a Era di Gehn (II)

### Ere Primordiali
Esistono anche alcune "Ere" che non sono mai state scritte, e altre che fanno semplicemente parte della religione D'ni, come:
- Garternay
- Era del Giudizio
- Era Perfetta
- Era di Jakooth